# Paphiopedilum ooii
Paphiopedilum ooii é uma espécie de orquídea terrestre, família Orchidaceae, que habita Borneu.